# Antakotako
Antakotako är en ort i Madagaskar.   Den ligger i regionen Analanjiroforegionen, i den nordöstra delen av landet, 500 km nordost om huvudstaden Antananarivo. Antakotako ligger 62 meter över havet och antalet invånare är 11 000.
Terrängen runt Antakotako är huvudsakligen kuperad, men österut är den bergig. Runt Antakotako är det ganska glesbefolkat, med 47 invånare per kvadratkilometer. Närmaste större samhälle är Maroantsetra, 14,9 km söder om Antakotako. I omgivningarna runt Antakotako växer i huvudsak städsegrön lövskog.